# Nochen (Gummersbach)
Nochen ist ein Ortsteil der Stadt Gummersbach im Oberbergischen Kreis im Regierungsbezirk Köln in Nordrhein-Westfalen.

## Geographie
Nochen liegt mit 7,8 km Entfernung zum Zentrum nahe der westlichen Stadtgrenze von Gummersbach am südsüdwestlichen Fuß der Nordhelle (390 m ü. NN) im Tal der Gelpe, einem etwa 5,2 km langen Nebenfluss der Leppe. Der Ort ist seit alters ein Verkehrsknotenpunkt; hier kreuzen sich die heutigen Landesstraßen L 98 (von Apfelbaum über Berghausen ins Leppetal) und L 306 (von Meinerzhagen nach Engelskirchen). Benachbarte Gummersbacher Ortsteile sind Berghausen im Nordwesten, Niedergelpe im Nordosten, Apfelbaum in südöstlicher Richtung und Peisel, welches südwestlich unmittelbar angrenzt.

## Geschichte
1542 wird ein Thomas „op der Noycken“ in einer Türkensteuerliste genannt. 1789 ist Nochen als eigenständiger Ort in der Karte von Carl Friedrich von Wiebeking verzeichnet. Weitere Belege über die Entstehungszeit der Siedlung fehlen bislang. Es scheint aber, dass Nochen in alter Zeit (wahrscheinlich als Einzelhof) dem benachbarten Peisel zugerechnet wurde; siehe daher zur älteren Geschichte unter Peisel.
Der Weiler Nochen gehörte bis 1806 zur Reichsherrschaft Gimborn-Neustadt. Nach seiner Zugehörigkeit zum Großherzogtum Berg (1806–1813) und einer provisorischen Übergangsverwaltung kam die Region aufgrund der auf dem Wiener Kongress getroffenen Vereinbarungen 1815 zum Königreich Preußen. Unter der preußischen Verwaltung gehörte der Ort zunächst zum Kreis Gimborn (1816–1825) und danach zum Kreis Gummersbach in der Rheinprovinz. Im Jahr 1843 hatte das Dorf 82 Einwohner, die in 17 Häusern lebten.
Bis zum Anfang des 19. Jahrhunderts gehörte Nochen zur Bauerschaft Niedergelpe, welche 1819 Bestandteil der Gemeinde Gimborn wurde. Mit deren Auflösung 1974 gelangte der Ort zusammen mit den übrigen der alten Bauerschaft zur Stadtgemeinde Gummersbach.
Ab Anfang des 19. Jahrhunderts existierte in Nochen eine der vier Molkereigenossenschaften im Kreis Gummersbach, welche im Ersten Weltkrieg von der Gemeinde übernommen und in den 1920er Jahren dann an privat verpachtet wurde.

## Wirtschaft
Nochen ist Firmensitz der Firma Opitz-Consulting mit im Jahre 2010 400 Mitarbeitern.

## Kirchliche Einrichtungen
Im Ort befindet sich die katholische Kirche St. Hedwig, erbaut 1962–66 nach Plänen des Architekten Hans Lob aus Siegburg. Die Kirche gehörte bis Ende 2009 zur Pfarrgemeinde in Gimborn. Seit Januar 2010 gehört sie zur Kirchengemeinde St. Mariä Heimsuchung Marienheide.

## Verkehr
Die Haltestelle von Nochen wird über die Buslinien 307 (Gummersbach Bf – Berghausen – Lindlar) sowie 316 (Gummersbach Bf – Neuremscheid – Lindlar) angeschlossen.